# Busești, Mehedinți
Busești este un sat în comuna Isverna din județul Mehedinți, Oltenia, România. Acesta se învecinează cu Turtaba, Gheorghești și Ponoarele în partea de nord, cu Baluta în partea de est, cu Dâlma în partea de sud și cu Cerna-Vârf și Nadanova în părțile de sud-vest și vest.
Forma de relief specifică satului Busești este cea de deal, cel mai înalt punct reprezentându-l vârful Cerboanea din Cornetul Mare (circa 803 m).